# Romancierilor (stație de metrou)
Romancierilor este o stație de pe magistrala M5 a metroului bucureștean.

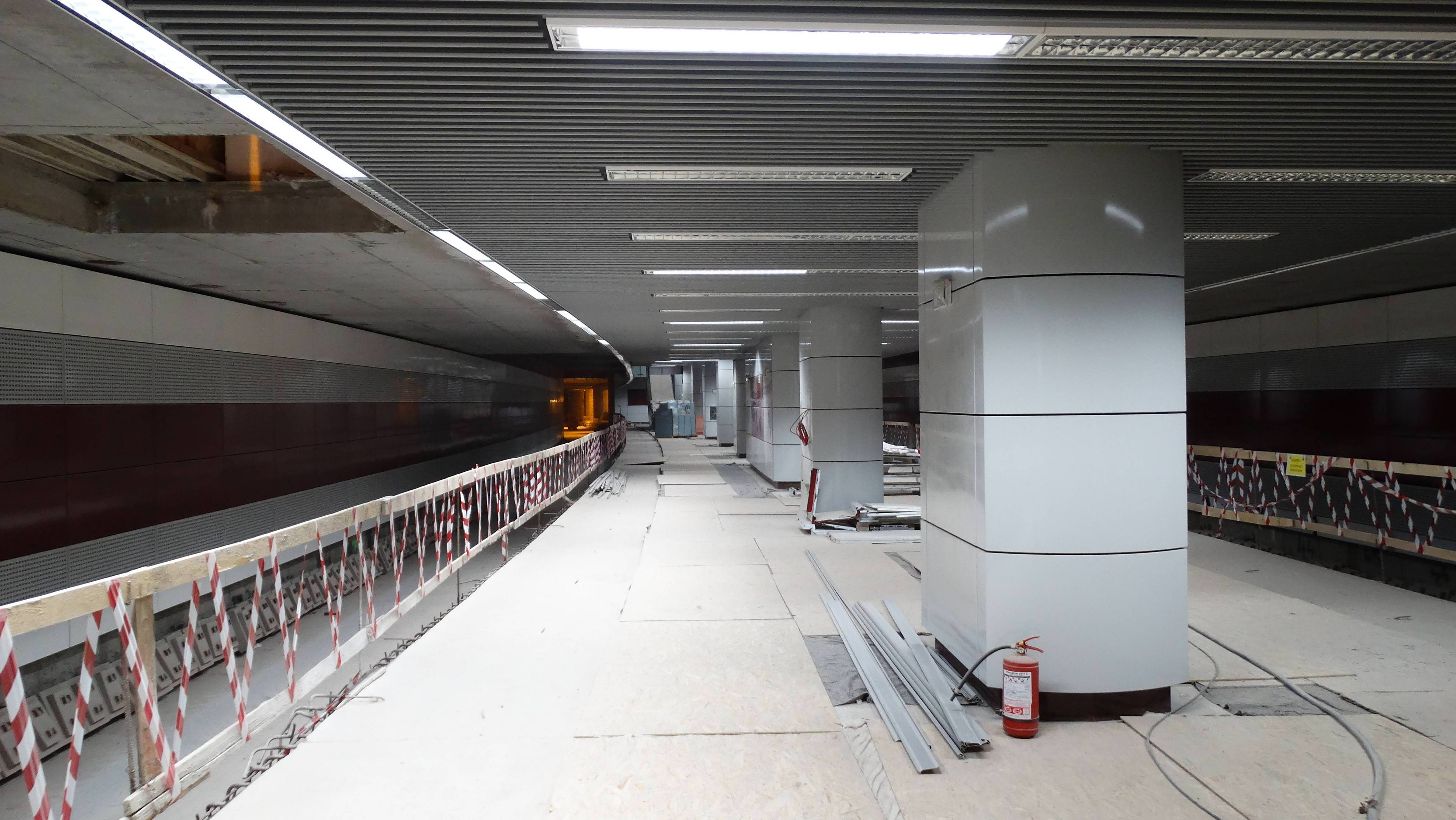
Stație în timpul construcției